# Kreuz Bonn/Siegburg
Het Kreuz Bonn/Siegburg is een knooppunt in de Duitse deelstaat Noordrijn-Westfalen. Op deze klavermolen, een combinatie van een klaverbladknooppunt en een windmolenknooppunt, iets ten oosten van Bonn en in het zuidoosten van Siegburg kruist de A3 (Oberhausen-Passau) de A560 (Sankt Augustin-Hennef).

## Richtingen knooppunt
| Aansluitende wegen                           | Aansluitende wegen     | Aansluitende wegen | Aansluitende wegen | Aansluitende wegen |
| -------------------------------------------- | ---------------------- | ------------------ | ------------------ | ------------------ |
| richting Keulen / Düsseldorf Oberhausen      |                        |                    |                    |                    |
|                                              |                        |                    |                    |                    |
| richting Siegburg / Bonn Flughafen Köln-Bonn | richting Hennef (Sieg) |                    |                    |                    |
|                                              |                        |                    |                    |                    |
| richting Koblenz / Frankfurt am Main         |                        |                    |                    |                    |